# محكمة كوتشينج القديمة
محكمة كوتشينج القديمة هي محكمة تاريخية تقع في كوتشينج، سراوق، ماليزيا.

## التاريخ
بعد أن تم إعلان تشارلز بروك راجا لساراواك في عام 1868كان يبحث عن مكان أفضل للمركز الإداري لحكومة ساراواك. بدأ تشييد مبنى المحكمة في عام 1868 واكتمل في عام 1874، وأشرف على بنائه آنذاك ويليام هنري رودواي، وفي عام 1883، تمت إضافة برج الساعة إلى المبنى عند منطقة المدخل، وفي عام 1924، تم تشييد النصب التذكاري لتشارلز بروك عند ساحة مدخل المبنىوتم استخدامه كمركز إداري لحكومة سراوق حتى عام 1973في عام 2003، تم تحويل المبنى إلى مجمع سياحي في سراوق.

## العمارة
يتكون المبنى من 4 كتل، وهو مغطى بسقف من الخشب الحديدي، تم تجهيزه بمرافق مختلفة، مثل المطعم وما إلى ذلكوتم التبرع بالإرث العائلي لعائلة بروك من قبل جيسون بروك، مدير Brooke Heritage Trust، كجزء من معرض دائم في المبنى منذ عام 2018.